# Phytophthora

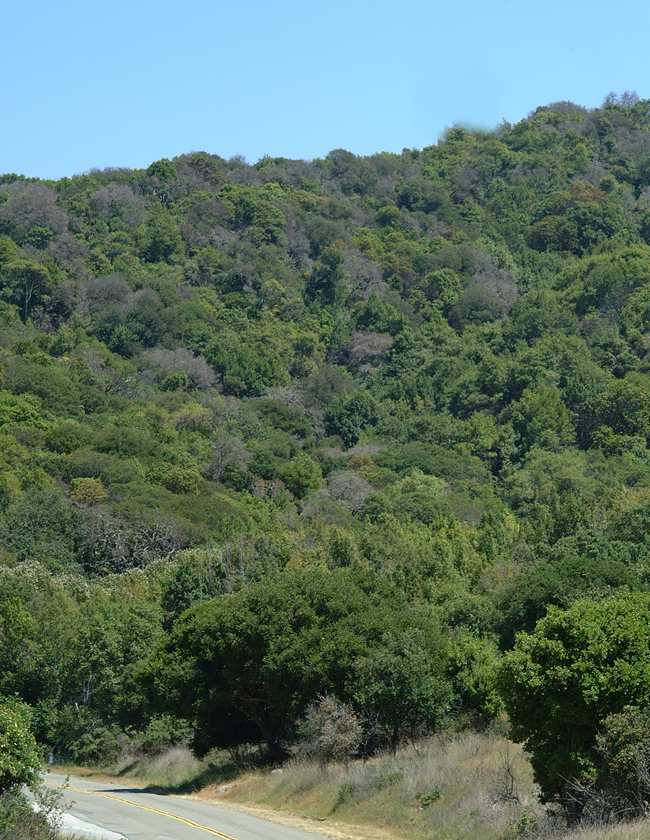
Durch Phytophthora ramorum verursachtes Eichensterben in Kalifornien

Phytophthora (von griechisch ϕυτόν phytón, „Pflanze“ und ϕϑορά phthorá, „Vernichtung, Zerstörung“; „die Pflanzenvernichtende“) ist eine Gattung pflanzenschädigender Protisten aus der Familie der Peronosporaceae. Heinrich Anton de Bary beschrieb sie 1875 erstmals.

## Bedeutung
Phytophthora-Arten sind relativ wirtsspezifisch. Sie können erhebliche Schäden an Kulturpflanzen verursachen. Insbesondere Phytophthora infestans, der Erreger der Kraut- und Knollenfäule der Kartoffel, führte im Jahr 1845 zum Totalausfall der Kartoffelernte in Irland und damit zur Großen Hungersnot in Irland. Sie ist auch heute noch die wichtigste Kartoffelkrankheit.

## Systematik
Jede Art von Phytophthora sondert eine eigene, individuell gebildete Substanz ab, die ausschließlich die Verteidigungsmechanismen bestimmter Wirtspflanzen außer Kraft setzt. Durch Mutationen der Molekularstruktur entstehen neue Arten mit der Fähigkeit, eine andere Pflanzenspezies anzugreifen.
Hier eine Auswahl von Arten der Gattung Phytophthora und durch sie verursachte Pflanzenkrankheiten:
- Phytophthora agathidicida – Wurzelfäule des Neuseeländischen Kauri-Baum (Neuseeland)
- Phytophthora alni – Wurzelfäule der Erle
- Phytophthora botryosa
- Phytophthora cactorum – Kragenfäule beim Apfel, Lederbeeren- und Rhizomfäule an Erdbeeren, Wurzelfäule bei Rhododendren und Azaleen, Baumkrankheiten bei Rotbuchen: Rindennekrosen, Wurzelfäule und Schleimfluss[3]
- Phytophthora cajani
- Phytophthora cambivora – Baumkrankheiten bei Rotbuchen: Rindennekrosen, Wurzelfäule und Schleimfluss[3]
- Phytophthora capsici – infiziert Kürbisgewächse wie Gurken und Kürbisse
- Phytophthora cinnamomi – Erikasterben, Wurzelfäule bei Azaleen; schädigt auch Rhododendron und verschiedene Nadelbaumarten
- Phytophthora citricola – Baumkrankheiten bei Rotbuchen: Rindennekrose, Wurzelfäule und Schleimfluss[3]
- Phytophthora citrophthora – infiziert Zitruspflanzen
- Phytophthora clandestina
- Phytophthora colocasiae – infiziert Taro und verursacht dort die Taro-Blattfäule
- Phytophthora cryptogea
- Phytophthora drechslera
- Phytophthora erythroseptica
- Phytophthora fragariae – Rote Wurzelfäule an Erdbeeren
- Phytophthora gonapodyides
- Phytophthora heveae
- Phytophthora humicola
- Phytophthora idaei – infiziert Rubus, insbesondere Brombeeren und Himbeeren.
- Phytophthora ilicis
- Phytophthora infestans – Kraut- und Braunfäule an Kartoffeln, Tomaten
- Phytophthora inflata – infiziert Ulmen, Flieder und Rhododendron
- Phytophthora iranica – infiziert Auberginen
- Phytophthora katsurae
- Phytophthora lateralis – Wurzelfäule an Lawsons Scheinzypresse (Westküste der USA)
- Phytophthora medicagnis
- Phytophthora megakarya – infiziert Kakaobäume (Afrika)
- Phytophthora megasperma
- Phytophthora melonis
- Phytophthora mirabilis – infiziert ausschließlich Wunderblumen[2]
- Phytophthora multivesiculata
- Phytophthora nicotianae – infiziert Zwiebeln
- Phytophthora palmivora – Fruchtfäule bei Kokosnuss und Betelpalme
- Phytophthora phaseoli
- Phytophthora porri – infiziert Lauch
- Phytophthora primulae
- Phytophthora pseudotsugae – infiziert Douglasien
- Phytophthora quercina – Eichentod
- Phytophthora ramorum[4]  – Triebsterben an Rhododendron, Schneeball, Eichen, Lithocarpus densiflorus
- Phytophthora sinensis
- Phytophthora sojae – Wurzelfäule der Sojabohne
- Phytophthora syringae
- Phytophthora tentaculata
- Phytophthora trifolii – Wurzelfäule an Sojabohne und Luzerne
- Phytophthora vignae – infiziert ausschließlich Adzukibohnen und Augenbohnen